# Action Max
Action Max é um console de videogame que usava jogos gravados em fitas VHS. Foi criado em 1987 pela World of Wonders.

## Descrição
O sistema exigia que seu proprietário também tivesse um videocassete, pois o console não conseguia reproduzir fitas em si. Usando uma pistola de luz que era o único controle disponível para o Action Max, o jogador devia atirar na tela. O jogo era estritamente baseado em pontos e depende apenas da precisão do tiro. O jogador não pode na realidade "perder" ou "ganhar" um jogo, pois o jogo era um filme em que em certos objetos apareciam o alvo para ser mirado e acertado. Isto, junto com o fato de que o único gênero de jogos desse sistema era de pistola de luz e que o jogo será exatamente da mesma maneira todas as vezes, não permitindo inter-atividade entre jogador e jogo e isso tornava muito limitado o recurso do sistema e o levou à sua queda rápida.
A idéia de mirar em alvos na tela com jogos baseados em filmes (FMV) foi muito utilizada na década de 90 no console 3DO, principalmente pela American Laser Games em jogos como "Crime Patrol".

Como os Fairchild Channel F, Atari Pong, Atari Super Pong e Ultra Pong Doubles este console também teve um alto-falante interno.

## Jogos
- .38 Ambush Alley (simulador policial - live action);
- Blue Thunder (baseado no filme de mesmo nome e lançado em 1983);
- Hydrosub: 2021 (simulador de submarino futurista);
- The Rescue of Pops Ghostly (casa mal assombrada);
- Sonic Fury (Simulador de aviões de caça - era incluído na caixa do Action Max);
- Fright Night (não lançado).

## Sistema de alvo
Antes de jogar, um sensor vermelho devia de ser colocado ao canto inferior direito da tela da televisão. O sensor piscava quando o jogador acertava algum alvo. Este canto continha um círculo que normalmente era preto, mas que piscava rapidamente sempre que algum objeto na tela pudesse ser alvejado. Ao mesmo tempo, os alvos eram destacados por painéis que piscavam, para o jogador atirar nos mesmos. O console Action Max usava o círculo do canto e a luz dos alvos (recebidas pela pistola de luz) para determinar quando algo tinha sido atingido. Quando piscava em sincronia com o círculo de canto contava como tiro acertado no inimigo, e isso somava pontos para o jogador. Porém luzes fora de sincronia com o círculo de canto contava como tiro em um "amigo" / personagem da mesma equipe do jogador e neste caso o jogador perdia pontos.

## Especificações Técnicas
- CPU: HD401010
- Alto-falante interno e fone de ouvido
- Display LCD de 7 segmentos para exibir a pontuação

## Atualidade
Apesar de os gravadores de DVD serem lançados no mercado vários anos depois que o Action Max foi descontinuado, uma cópia em DVD-R de jogos das fitas de VHS usadas para este console são tecnicamente compatíveis com o console, pois o hardware do Action Max era mais dependente do sinal de vídeo que do hardware real que reproduzia o filme (jogo).
O console também pode ser compatível com DVD-Rs de imagens simples de vídeo feitos em casa ou por pequenas empresas, criados com software de edição de vídeo utilizando os critérios necessários para bom funcionamento no Action Max.

## Galeria

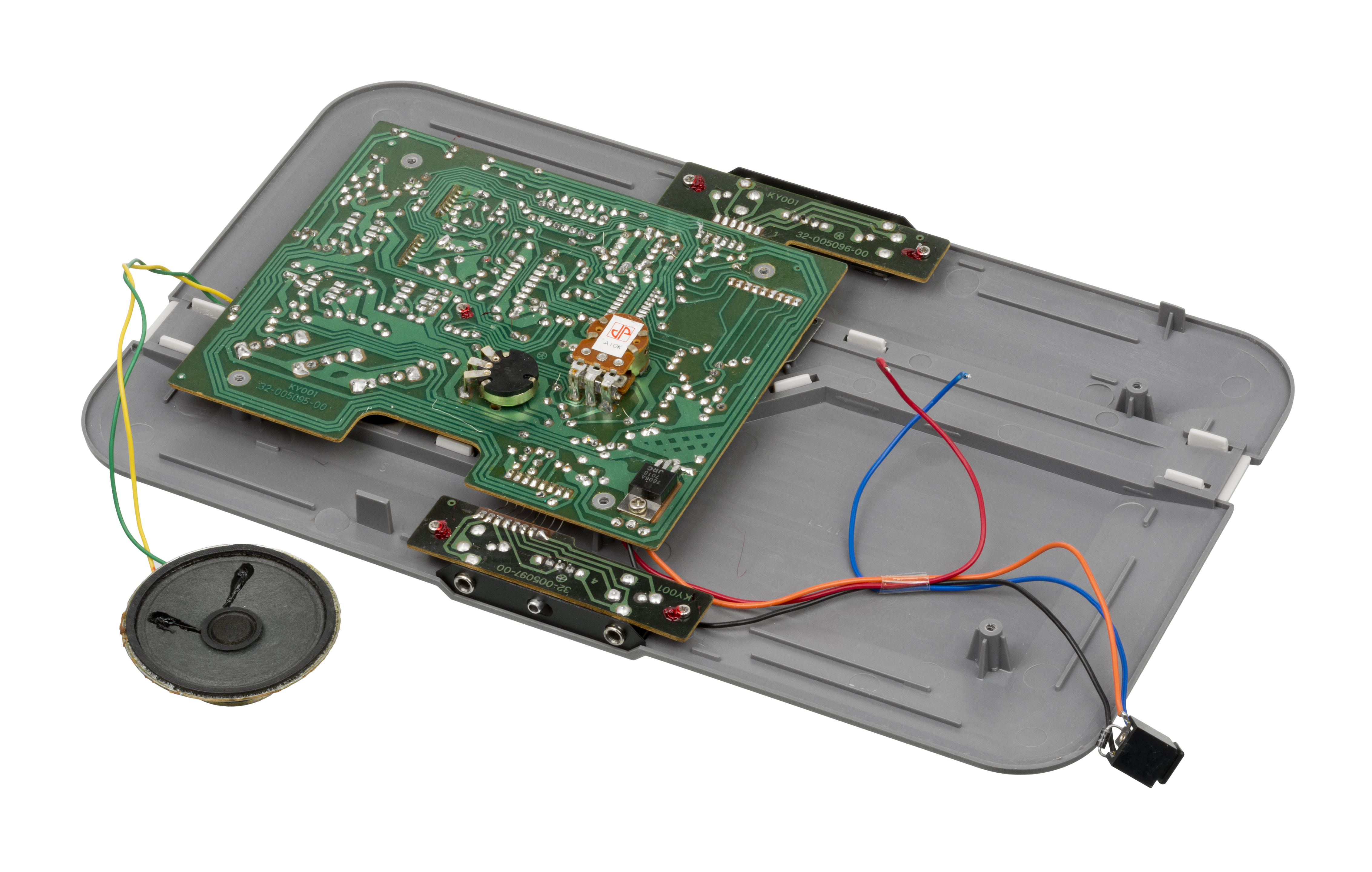
Dentro do sistema
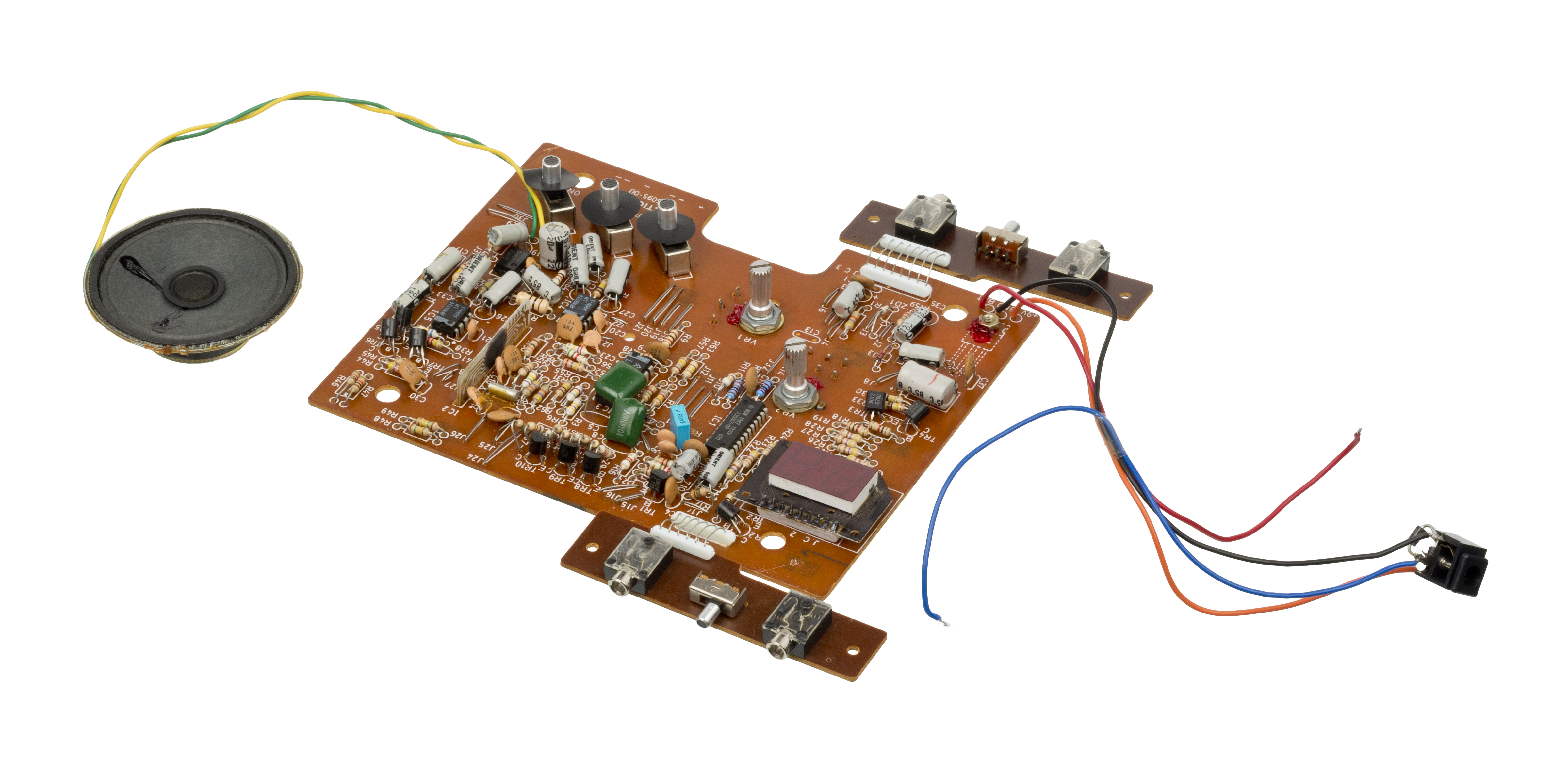
Placa-mãe